# Festiwal Niezależnej Sztuki Czechosłowacji w 1989
Festiwal Czechosłowackiej Sztuki Niezależnej odbył się między 3-5 listopada 1989 we Wrocławiu. Był jednym z najważniejszych osiągnięć Solidarności Polsko-Czechosłowackiej. Festiwalowi towarzyszyło Międzynarodowe Seminarium Europa Środkowa. Kultura na rozdrożu – pomiędzy totalitaryzmem a komercjalizmem, we Wrocławiu. Patronat nad sesją i festiwalem objęli Thimothy Ash, profesor Jan Błoński, prof. Czesław Hernas, prof. František Janouch, Adam Michnik, Jiří Pelikán, dr Vilem Prečan, książę Karel Schwarzenberg, Jan Józef Szczepański, Juliusz Żuławski. Z tej okazji wzięli udział pieśniarze i muzycy rockowi z Czechosłowacji, artyści emigracyjni m.in. Karel Kryl i Jaroslav Hutka, prezentowano filmy czeskiej "nowej fali". Nie odbyła się niestety zapowiadana wystawa malarstwa i rzeźby niezależnych artystów plastyków z Czechosłowacji, która wraz z jej kuratorem (studentem wrocławskiej PWSSP) Igorem Wójcikiem została aresztowana na granicy w Harrachovie. Zamiast wystawy sztuki odbyła się symboliczna prezentacja pustych ram przekreślonych napisem ZAREKWIROWANO. Większość artystów także zostało zatrzymanych na granicy czesko-polskiej, podobnie jak wielu Czechów i Słowaków pragnących wziąć udział w seminarium. Mimo granicznych utrudnień do Wrocławia dotarło jednak kilka tysięcy sąsiadów z południa.
Niecałe dwa tygodnie później rozpoczęła się "aksamitna rewolucja". Zapoczątkowała ona demokratyczne zmiany i doprowadziła do upadku systemu komunistycznego w Czechosłowacji. Prezydent Václav Havel nazwał ten festiwal uwerturą do aksamitnej rewolucji.
Komitet Organizacyjny Festiwalu składał się z wrocławskich członków SPCzS i NZS: Mirosław Jasiński, Jolanta Piątek, Jarosław Broda, Mieczysław Ducin-Piotrowski, Grzegorz Schetyna, Krzysztof Jakubczak, Igor Wójcik, Jerzy Ryba, Joanna Czarnecka, Grzegorz Braun, Paweł Skrzywanek, Tomasz Przedpełski.